# Ichhabnichtangezeigt
#ichhabnichtangezeigt war eine bundesweite Social-Media-Aktion, die Frauen im Rahmen des Beratungszentrums Kofra in München 2012 privat organisiert haben, um Opfern von sexueller Gewalt eine Stimme zu geben.

## Durchführung der Aktion #ichhabnichtangezeigt
Die Kampagne #ichhabnichtangezeigt startete am 1. Mai 2012 bundesweit in Deutschland, nachdem andere Aktionen zuerst in Schweden, England und danach in Frankreich stattgefunden hatten. Die deutsche Aktion orientierte sich an der französischen und war auf anderthalb Monate bis 15. Juni 2012 begrenzt. Sie richtete sich an Frauen und Männer, die sexualisierte Gewalt erlebt, aber nicht angezeigt haben. Das Ziel war zu zeigen, welche Erfahrungen hinter der Dunkelziffer in den Vergewaltigungsstatistiken stehen, welche Widerstände die Betroffenen von einer Anzeige abgehalten haben und Anstoß dafür zu geben, sich kompetente Hilfe zu suchen.
Den Opfern sexualisierter Gewalt wurde der Blog #ichhabnichtangezeigt.wordpress.com und eine E-Mail-Adresse zur anonymen Veröffentlichung ihrer Erlebnisse zur Verfügung gestellt. Die Texte wurden von den Verantwortlichen der Aktion Daniela Oerter, Sabina Lorenz und Inge Kleine gesammelt, zum Teil beantwortet und sichtbar gemacht. Von dort aus gingen sie anonym auf Facebook und wurden gleichzeitig, in Anlehnung an die französische und englische Aktion, an Twitter gesendet, um eine möglichst breite Öffentlichkeit zu erreichen. Die Resonanz auf die Aktion war groß. Innerhalb von sechs Wochen haben 1.105 Frauen und Männer ihre Erfahrungen und Statements veröffentlicht, warum sie sexuelle Gewalt nicht angezeigt haben. Zahlreiche Medien berichteten darüber. Der Deutsche Frauenrat unterstützte die Aktion.

## Ergebnisse
Die Ergebnisse wurden ausgewertet und in einem Bericht veröffentlicht. 506 der Betroffenen waren zum Zeitpunkt der Tat Kinder oder Jugendliche. Nach Angaben der Organisatorinnen hätten viele Betroffene sich zum ersten Mal zu dem Erlebnis geäußert, weil es länger zurücklag und sie es bis dahin verdrängt haben.  Sofern Täter benannt wurden, kamen sie in 93 Prozent der Fälle aus dem sozialen Umfeld der Opfer. Diese hatten die Tat nicht angezeigt, weil sie sich verantwortlich für den Schutz und den Fortbestand von Familie, Freundeskreis, Arbeitsplatz fühlten. Als weitere Gründe wurden emotionale Belastung und Angst in Folge der Tat sowie auch mangelndes Vertrauen in die Polizei und die Justiz angegeben.
Der Erfolg der Kampagne veranlasste die Initiatorinnen, sich mit konkreten Vorschlägen und Forderungen in einem offenen Brief mit 1544 Unterschriften von Unterstützern an die Bundesministerien für Familie, Justiz und Inneres zu wenden. Zu den Forderungen an das Justizministerium gehört die Aufhebung der Verjährungsfristen bei sexueller Gewalt, „um den Opfern gerecht zu werden, die aufgrund von Traumatisierung erst nach langer Zeit dazu in der Lage sind, Anzeige zu erstatten“.
Im Juli 2012 legten die Organisatorinnen zusammen mit dem Münchner Frauen-Notruf eine Zusammenfassung der Ergebnisse bei einem Pressegespräch in München vor. Vertreterinnen des Münchner Polizeipräsidiums begrüßten die Forderung nach einer psychosozialen Begleitung der Betroffenen von der Anzeige bis zum Prozessende und erklärten, dass sie Frauen dazu ermutigen wollen, Vergewaltigungen anzuzeigen.

## Ausland
- England: #ididnotreport
- Frankreich: #jenaipasportéplainte
- Schweden: #prataomdet